# العملاق (فلم 2008)
العملاق (بالإنجليزية: Cyclops) هو فيلم رعب تم إنتاجه في الولايات المتحدة وصدر سنة 2008 بطولة إريك روبرتس.

## القصة
يجبر الإمبراطور تيبيريوس الفاسد أشجع جنرالاته، ماركوس، على إخضاع العملاقين الوحشيين الذين كانوا يهلكون الريف. بمجرد إحضار العملاقين إلى الأبراج المحصنة، يضطر ماركوس للقتال في ألعاب المصارعة.

## وصلات خارجية
مقالات تستعمل روابط فنية بلا صلة مع ويكي بيانات